# Синод у Римі
Синод у Римі — зустріч офіційних осіб християнської церкви та богословів, яка відбулася у 382 році за ініціативи Амвросія Медіоланського та під керівництвом папи римського Дамасія I, тогочасного єпископа Риму. У минулому році імператор Феодосій I призначив «темну конячку» на роль кандидата — архієпископа Константинопольського Нектарія. Єпископи Заходу висловили протест проти результатів виборів і попросили зібрати загальний синод Сходу і Заходу для врегулювання послідовності управління Константинопольським престолом і імператор Феодосій, невдовзі після завершення Першого Константинопольського собору у 381 році, скликав нових імперських єпископів Синоду в Константинополі; майже всі з тих єпископів, які були присутні раніше на другому синоді, були знову зібрані на початку літа 382. Після прибуття вони отримали лист з Синоду у Мілані, в якому їх запрошували на великий, загальний синод у Римі; вони відповіли, що вони повинні залишатися там, де знаходяться на даний момент, тому що вони не були підготовлені до такої тривалої подорожі; однак, вони надіслали трьох — Сиріакуса, Євсевія та Присциана зі спільним листом синоду Папі Дамасію, Амвросію, архієпископу Міланському та іншим єпископам, присутнім на синоді у Римі.
Римський синод, до якого цей лист було адресовано, був п'ятим під керівництвом Дамасія. Не залишилося ніяких офіційних записів щодо його роботи, ні про те, як його члени розглядали питання щодо Нектарія. Феодосій же, однак, вирішив відправити уповноважених осіб до Риму в підтримку свого Синоду.

## Указ Геласія та список Дамасія
Важливість цього історичного Синоду у Римі була визнана значно пізніше після його проведення. Згідно з документом, доданим до деяких рукописів так званого Decretum Gelasianum або «Геласіанського Декрету», а також поданого окремо у інших рукописах, на цій раді мав бути підтверджений авторитет канон Старого та Нового Заповітів у декреті, іноді називаному Списоком Дамасія. Документ був вперше асоційований з Римським синодом у 1794 році, коли отець Фаустіно Аревало (1747–1824), редактор Целія Седулія, висловив свою теорію про те, що перші три розділи з п'яти знайдених в Указі Геласія, дійсно були проголошені на Римському синоді, який відбувався у 382 під керівництвом Димасія, на століття раніше ніж синод Геласія.
Висновки Аревало були широко поширені до початку XX століття. Дослідження під керівництвом Ернста фон Добшутца прийшло до висновку, що цей декрет є фальшивкою і, ймовірно, написаний вченим VI століття. Фон Добшутц навів включення цитати Августина, текстові варіації в більш пізньому іспанському варіанті та нечіткість указу як вирішальні докази того, що документ є продуктом анонімного автора VI століття. Однак багато вчених, такі як Вільям Юргенс вважають, що декрет виник за Папи Дамасія, а пізніше був відредагований Папою Геласієм в кінці V століття. Інші розширили цю гіпотезу, вважаючи, що Геласій вставив цитату Августина при редагуванні первинного указу.